# Hennie Ramaekers
Hennie Ramaekers (Maastricht, 3 april 1946) is een hedendaags Nederlands dirigent, pianist en muziekpedagoog.

## Levensloop
Na zijn HBS-opleiding studeerde hij piano en directie aan het Conservatorium Maastricht te Maastricht. Aan dit conservatorium behaalde hij de Akte Muziekonderwijs B-piano, het Einddiploma "Solospel-piano" met onderscheiding en het "Einddiploma Directie Harmonie en Fanfare" met medewerking van de Marinierskapel der Koninklijke Marine. Via de Eduard van Beinum Stichting volgde hij een meestercursus bij de Russische pianist Nikita Magaloff.
Als pianist trad hij op in binnen- en buitenland en realiseerde enkele radio-opnames, zowel als solist dan wel als begeleider van onder andere Marjon Lambriks, John Bröcheler en Willy Caron.
Op 23-jarige leeftijd werd hij dirigent van het fanfareorkest Maastrichtse Politiekapel. Hierna stapte hij over als muzikale leider van de Koninklijke Harmonie van Maastricht, welke hij na enige tijd verliet om dezelfde functie te aanvaarden bij het Harmonieorkest "St. Michaël", Thorn, waar hij van 1974 tot 1976 dirigent was. In 1976 stapte hij over naar de Koninklijke Zangvereniging Mastreechter Staar, Maastricht en werd opvolger van Martin Koekelkoren als eerste dirigent. Diverse concerten in binnen- en buitenland stonden onder zijn directie. Talloze radio-, tv- en plaatopnamen werden door hem gerealiseerd. In 1973 was hij pianist bij dit Mannenkoor tijdens de grote Romereis. In 1977 dirigeerde hij de Mastreechter Staar in de beroemde Wiener Musikvereinsaal en maakte daar voor het eerst in de Staarhistorie een directe plaatopname met Marjon Lambriks en Marco Bakker. Met het Limburgs Symfonie Orkest en de Mastreechter Staar maakte hij een jubileumplaat en gaf met deze combinatie diverse concerten, waaronder een tweetal galaconcerten tijdens het feestjaar 1983 met medewerking van John Bröcheler en tevens AVRO-TV registratie. Ook een rechtstreekse uitvoering voor de KRO-TV van de Messe c-moll van Franz Liszt stond onder zijn leiding. Begin 1977 werd hij dirigent van de Koninklijke Harmonie "Sainte Cécile" (1880), Eijsden' met welke vereniging hij op het Wereld Muziek Concours te Kerkrade in 1985 en in 1989 een eerste prijs met lof der jury in de hoogste afdeling, de zogenaamde "Concertafdeling" mocht behalen. Verder behaalde hij tijdens het Wereld Muziek Concours in Kerkrade 1997 met de Koninklijke Harmonie Orpheus uit Tilburg 341,5 punten. Zestien jaar was hij dirigent van de Muziekvereniging Wilhelmina, Glanerbrug, met welk orkest hij tijdens het Wereld Muziek Concours te Kerkrade in 1993 eveneens een fraaie eerste prijs met lof, 339 punten, in de Concertafdeling behaalde. Met dit orkest behaalde hij bij de concertwedstrijden binnen de KNFM in de jaren 1995, 1998 en 2003 een zeer hoog puntenaantal in de concertafdeling. In April 2007 nam hij afscheid van dit orkest met een uitvoering van de dertiende symfonie 'Babi Yar' van Dmitri Shostakovich voor orkest, mannenkoor (Koninklijk Tilburgs Mannenkoor St. Caecilia) en bas (Sebastiaan Verbist). Van september 1991 tot april 2005 was hij ook dirigent van de Koninklijke Zangvereeniging Nijmeegs Mannenkoor te Nijmegen. Verder was hij ook dirigent van het 'Koninklijk Tilburgs Mannenkoor St. Ceacilia' en het 'Koninklijk Roermonds Mannenkoor'.
Naast het dirigentschap van verenigingen was hij als docent verbonden aan het Conservatorium Maastricht; later werd hij directeur van de Streekmuziekschool te Roermond. Van december 1990 tot december 2005 was hij directeur van het Centrum voor Muziek en Dans "Midden–Langstraat" te Waalwijk. Vanaf 1 september 2001 is hij benoemd tot Hoofdvakdocent HaFaBra-directie bij ArtEZ Conservatorium Enschede. In april 2006 werd hij dirigent van het TATA Steel Symfonisch Blaasorkest.
Bij zijn afscheid van het Koninklijk Tilburgs Mannenkoor Sint Caecilia op 15 december 2013, is Hennie Ramaekers benoemd tot Ridder in de Orde van Oranje-Nassau. Hij ontving de onderscheiding uit handen van Burgemeester Peter Noordanus van Tilburg.